# 바리케이드

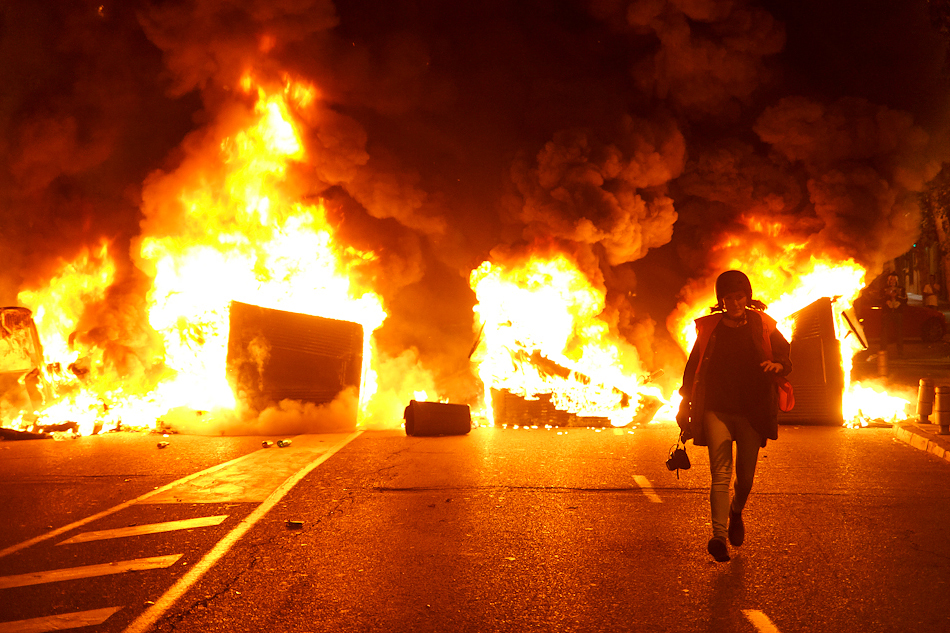
바리케이드에 불을 질러서 그 철거를 어렵게 만들기도 한다.

바리케이드(영어: Barricade)는 프랑스 barrique에서 온 말로 길을 막기 위해 세운 장애물들을 의미한다.

## 같이 보기
- 바리케이드 사건
- 보루 (건축)
- 방벽
- 저지 장벽